# Rigoberto López Pérez
Rigoberto López Pérez (né le 13 mai 1929 – mort le 21 septembre 1956) est un compositeur et un poète nicaraguayen. Il est l'assassin de Anastasio Somoza García, dictateur du Nicaragua. 

## Biographie
López est né et a grandi à León (Nicaragua) ; il est le fils de Soledad López et Francisco Pérez. Il apprend puis exerce le métier de tailleur. López publie son premier poème, Confesión de un Soldado (Confession d'un soldat) en 1946, à l'âge de dix-sept ans. En 1948, il fait partie d'un groupe de six musiciens, Buenos Aires. Cette même année, il apprend le violon, et met ce talent au service du groupe. Il compose surtout de la musique romantique, comme les titres Claridad et Si el vino me hace llorar que le groupe Buenos Aires interprète sur les ondes de Radio Colonial.
Il est influencé musicalement par Beethoven. Dans ses écrits, c'est le poète nicaraguayen Rubén Darío, considéré dans le monde hispanophone comme le père du modernisme en langue espagnole, qui l'influence. Il participe souvent à des journaux tels que El Cronista et El Centroamericano. 
Entre 1951 et 1956, il séjourne à l'étranger mais revient fréquemment au Nicaragua, où il entretient une relation amoureuse avec Amparo Zelaya Castro. Le 4 avril 1954, la garde nationale assassine deux de ses proches, Adolfo et Luis Báez Bone, qui préparaient une embuscade contre Somoza avec d'autres militaires et civils.
Le 21 septembre 1956, introduit par le journaliste Armando Zelaya, le frère d'Amparo Zelaya, López parvient à s'infiltrer dans une fête au Club Social de Obreros de León, à laquelle Somoza est présent. López porte une chemise blanche et un pantalon bleu, couleurs du drapeau nicaraguayen. Il tire sur Somoza, le blessant mortellement de quatre balles de revolver .38 S&W, sur cinq tirées ; Somoza meurt huit jours plus tard dans un hôpital de Panama. López est aussitôt abattu. 
Le 21 septembre 1981, vingt-cinq ans après sa mort, le gouvernement sandiniste du Nicaragua a attribué à Rigoberto López Pérez le titre de « héros national ». Un monument en son honneur a été érigé à Managua en 2006. Le stade national Dennis Martínez, à Managua, a porté le nom de Rigoberto López Pérez de 1979 à 1998.